# Lijst van voetbalinterlands Bangladesh - Kirgizië
Deze lijst van voetbalinterlands is een overzicht van alle officiële voetbalwedstrijden tussen de nationale teams van Bangladesh en Kirgizië. De landen hebben tot op heden vijf keer tegen elkaar gespeeld. De eerste ontmoeting, een vriendschappelijke wedstrijd, vond plaats in New Delhi (India) op 24 augustus 2007. Het laatste duel, eveneens een vriendschappelijke wedstrijd, werd gespeeld op 7 september 2021 in Bisjkek.

## Wedstrijden
| № | Plaats    | Datum            | Competitie                          | Wedstrijd             | Uitslag |
| - | --------- | ---------------- | ----------------------------------- | --------------------- | ------- |
| 1 | New Delhi | 24 augustus 2007 | Vriendschappelijk                   | Bangladesh − Kirgizië | 0 − 3   |
| 2 | Bisjkek   | 9 mei 2008       | AFC Challenge Cup 2008 kwalificatie | Kirgizië − Bangladesh | 2 − 1   |
| 3 | Dhaka     | 11 juni 2015     | WK 2018 kwalificatie                | Bangladesh − Kirgizië | 1 − 3   |
| 4 | Bisjkek   | 13 oktober 2015  | WK 2018 kwalificatie                | Kirgizië − Bangladesh | 2 − 0   |
| 5 | Bisjkek   | 7 september 2021 | Vriendschappelijk                   | Kirgizië − Bangladesh | 4 − 1   |

## Samenvatting
| Competitie                     | Totaal gespeeld | Winst Bangladesh | Gelijk | Winst Kirgizië | Doelsaldo Bangladesh – Kirgizië |
| ------------------------------ | --------------- | ---------------- | ------ | -------------- | ------------------------------- |
| WK-kwalificatie                | 2               | 0                | 0      | 2              | 1 − 5                           |
| AFC Challenge Cup-kwalificatie | 1               | 0                | 0      | 1              | 1 − 2                           |
| Vriendschappelijk              | 2               | 0                | 0      | 2              | 1 − 7                           |
| Totaal                         | 5               | 0                | 0      | 5              | 3 − 14                          |

Wedstrijden bepaald door strafschoppen worden, in lijn met de FIFA, als een gelijkspel gerekend.

## Details

### Derde ontmoeting
| WK 2018 kwalificatie (scheidsrechter Sukhbir Singh, Dhaka, 11 juni 2015):                                                                                                   |              | |
| Bangladesh | 1 – 3        | Kirgizië |
| Valerii Kichin 32' (e.d.) | goals        | 8' Anton Zemlyanukhin 29' (pen.) Edgar Bernhardt 41' Anton Zemlyanukhin |
| Lodewijk de Kruif | bondscoach   | Aleksandr Krestinin |
| Rasel Liton Yeasin Khan Jamal Bhuyan 80' Mamunul Islam Mamun Jahid Hasan Ameli Hemanta Biswas Sohel Rana Yeamin Chowdhury Topu Barman Nasiruddin Chowdhury 45' Enamul Haque | opstellingen | Valery Kashuba Viktor Maier 54' Pavel Sidorenko Daniel Tagoe Mirlan Murzaev Valerii Kichin Bakhtiyar Duyshobekov Vitalij Lux 86' Edgar Bernhardt 72' Anton Zemlyanukhin Azamat Baymatov |
| Raihan Hasan 45' Shahedul Shahed 80' | wissels      | 54' Farhad Musabekov 72' Ildar Amirov 86' Aziz Sydykov |
| Topu Barman 74' Jamal Bhuyan 77' | gele kaarten | 67' Valery Kashuba 76' Valerii Kichin |

BFF · Bengaals vrouwenelftal
Afghanistan ·
Algerije ·
Australië ·
Bahrein ·
Bhutan ·
Bosnië en Herzegovina ·
Burundi ·
Cambodja ·
China ·
Filipijnen ·
Guam ·
Hongkong ·
India ·
Indonesië ·
Iran ·
Japan ·
Jemen ·
Joegoslavië ·
Jordanië ·
Kirgizië ·
Koeweit ·
Laos ·
Libanon ·
Macau ·
Malawi ·
Malediven ·
Maleisië ·
Mongolië ·
Myanmar ·
Nepal ·
Noord-Korea ·
Oezbekistan ·
Oman ·
Pakistan ·
Palestina ·
Qatar ·
Saoedi-Arabië ·
Seychellen ·
Singapore ·
Soedan ·
Sri Lanka ·
Syrië ·
Tadzjikistan ·
Taiwan ·
Thailand ·
Turkmenistan ·
Verenigde Arabische Emiraten ·
Vietnam ·
Zuid-Korea ·
Zuid-Vietnam
KFU · 
A-internationals · 
Bondscoaches · 
Statistieken · 
Kirgizisch vrouwenelftal · 
Kirgizië U21 · 
Kirgizië U20 · 
Kirgizië U19 · 
Kirgizië U18 · 
Kirgizië U17
1990 – 1999 · 
2000 – 2009 · 
2010 – 2019 ·
2020 − 2029
1992 · 
1993 · 
1994 · 
1995 · 
1996 · 
1997 · 
1998 · 
1999 · 
2000 · 
2001 · 
2002 · 
2003 · 
2004 · 
2005 · 
2006 · 
2007 · 
2008 · 
2009 · 
2010 · 
2011 · 
2012 · 
2013 ·
2014 ·
2015 ·
2016 ·
2017 ·
2018 ·
2019 ·
2020 ·
2021 ·
2022 ·
2023 ·
2024
Afghanistan ·
Australië ·
Azerbeidzjan ·
Bahrein ·
Bangladesh ·
Cambodja ·
China ·
Estland ·
Filipijnen · 
India ·
Indonesië ·
Irak ·
Iran ·
Japan ·
Jemen ·
Jordanië ·
Kazachstan ·
Koeweit ·
Libanon ·
Macau ·
Malediven ·
Maleisië ·
Moldavië ·
Mongolië ·
Myanmar ·
Nepal ·
Noord-Korea ·
Oezbekistan ·
Oman ·
Pakistan ·
Palestina ·
Qatar ·
Rusland ·
Saoedi-Arabië ·
Singapore ·
Sri Lanka ·
Syrië ·
Tadzjikistan ·
Taiwan ·
Thailand ·
Turkmenistan ·
Verenigde Arabische Emiraten ·
Wit-Rusland ·
Zuid-Korea